# Cortyta
Cortyta is een geslacht van vlinders van de familie spinneruilen (Erebidae), uit de onderfamilie Catocalinae.

## Soorten
- C. canescens Walker, 1858
- C. dallonii Le Cerf, 1936
- C. diapera Hampson, 1913
- C. griaseacea Fawcett, 1916
- C. grisea Leech, 1900
- C. minyas Fawcett, 1916
- C. phaeocyma Hampson, 1913
- C. polycyma (Hampson, 1909)
- C. puengleri Rothschild, 1915
- C. remigiana Hampson, 1913
- C. ruficolora Hampson, 1912
- C. setifera Hampson, 1918
- C. striata Herz, 1904